# Sandsøya
Sandsøya est une île habitée du comté de Møre og Romsdal, sur la côte de la mer de Norvège. L'île fait partie la commune de  Sande .

## Description
L'île de 11,4 km2 se trouve à l'ouest de Gurskøya à la sortie du fjord d'Hallefjord. Sandsøya est la destination touristique la plus populaire de la municipalité.
L'île a une liaison routière via la Fv6 au sud vers Voksa et de là, par ferry à Åram (en) sur le continent au sud, au centre municipal de Larsnes (en) sur Gurskøya à l'est et à la petite île de Kvamsøya à l'ouest.